# Ładunek użyteczny
Ładunek użyteczny w kosmonautyce oznacza obiekt kosmiczny, aparaturę badawczą lub inne urządzenie lub zestaw urządzeń, które znajdują się na obiekcie kosmicznym. Przykładowo, satelita astronomiczny wynoszony na rakiecie nośnej jest ładunkiem użytecznym tej rakiety. Z kolei ładunkiem użytecznym tego satelity są urządzenia na jego pokładzie, za pomocą których wykonuje pomiary astronomiczne. 
Wyraz ten oznacza również często udźwig rakiety nośnej, tj. maksymalną masę ładunku, który może zostać wyniesiony przez rakietę na określoną orbitę czy też - w przypadku rakiet suborbitalnych - na określoną wysokość.

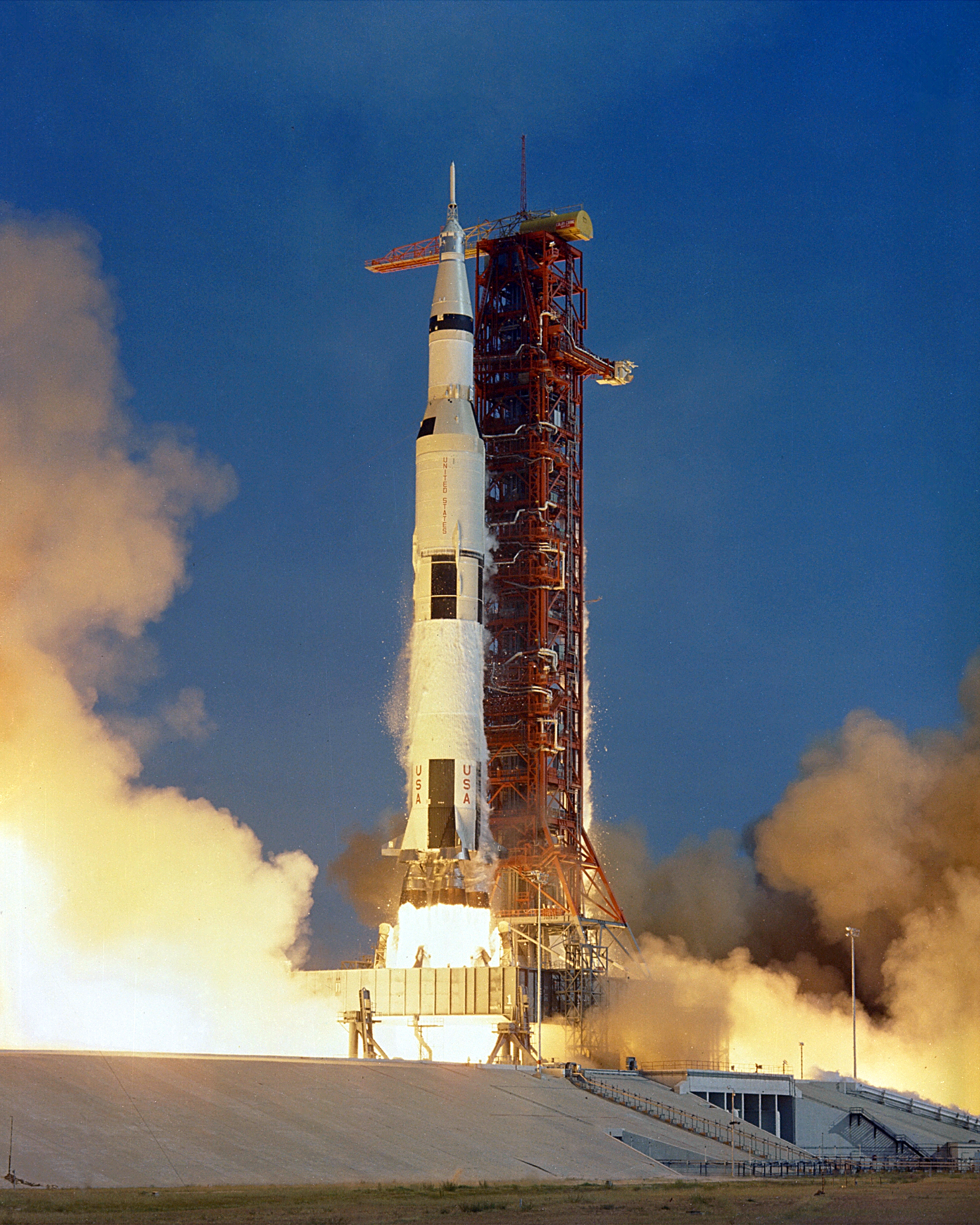
Rakietą orbitalną o największym udźwigu w historii była rakieta Saturn V, która mogła wynieść na niską orbitę okołoziemską 140 ton ładunku użytecznego.

## Przykłady ładunków użytecznych na pokładzie obiektów kosmicznych
- Radar z syntetyczną aperturą działający w paśmie C, na pokładzie satelity Sentinel-1[3]
- System TV skanujący w podczerwieni, komora jonizacyjna, detektor mikrometeoroidów, magnetometr, wewnętrzny termistor na pokładzie satelity Pioneer 1
- Zasobniki pomiarowe do badań atmosfery ziemskiej na rakiecie sondującej[4]

## Przykłady ładunków użytecznych (udźwigu) rakiet
- Rakieta Vega może wynieść ładunek 1500 kg na niską orbitę okołoziemską[5].
- Rakieta Proton może wynieść ładunek 22 ton na niską orbitę okołoziemską oraz 5.6 ton na orbitę geostacjonarną.
- Rakieta suborbitalna ILR-33 BURSZTYN ma wynosić ładunek użyteczny o masie 10 kg na wysokość 100 km.